# Rue de Rémusat (Paris)
Pour les articles homonymes, voir Rue de Rémusat.
La rue de Rémusat est une voie du 16e arrondissement de Paris, en France.

## Situation et accès

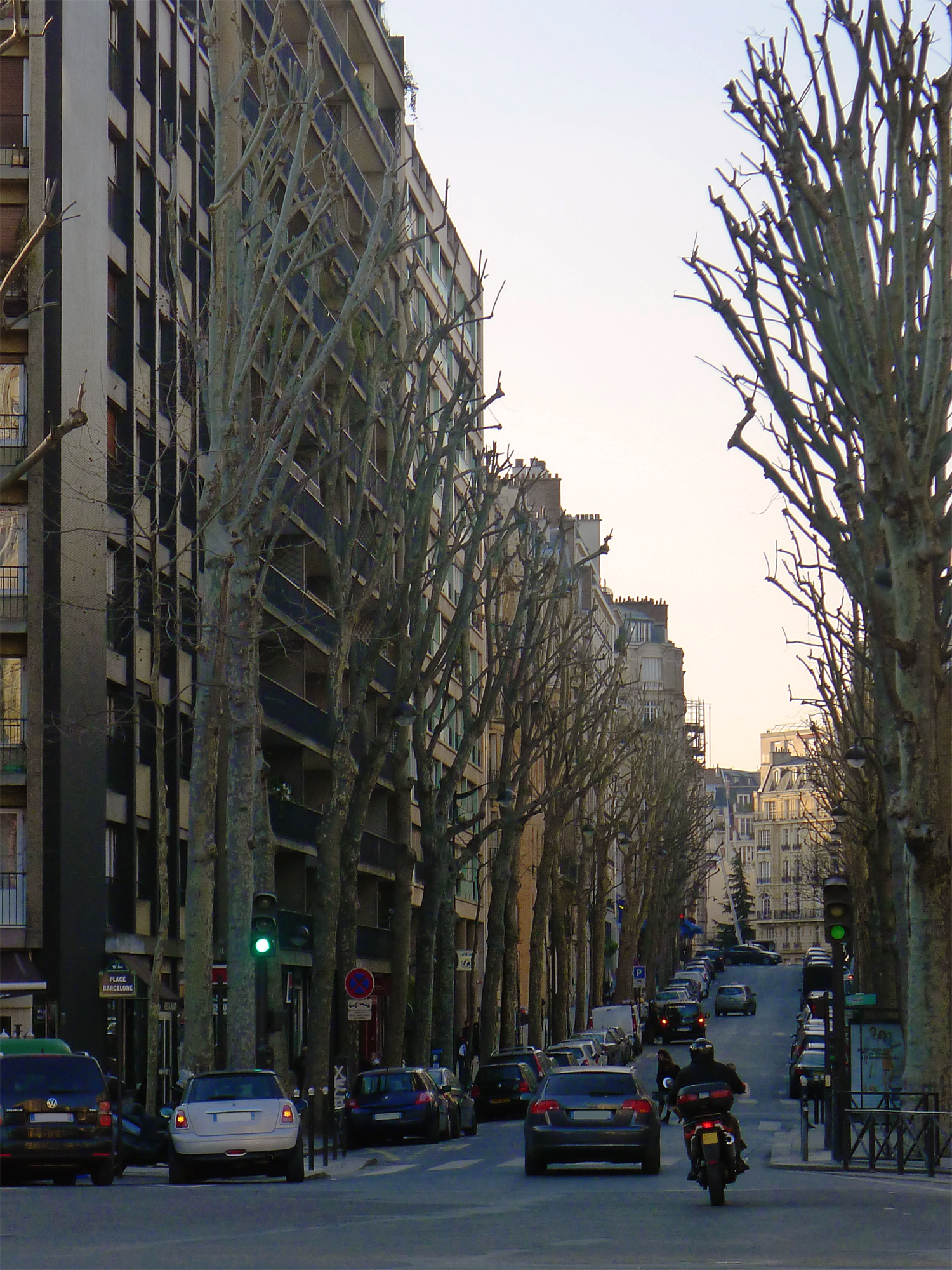
Autre vue de la rue de Rémusat.

Elle commence à l'est au niveau de la place de Barcelone, s'achève à l'ouest au niveau d'un carrefour entre l'avenue Théophile-Gautier, la rue George-Sand ainsi que la rue Leconte-de-Lisle et la place Paul-Beauregard et comporte moins de 30 numéros affectés.
La voie comporte une contre-allée bordée de platanes. 
La rue est à destination majoritairement résidentielle abritant néanmoins quelques commerces de proximité.
La rue de Rémusat est desservie par la ligne 10 à la station Mirabeau, dans le sens banlieue/Paris et toujours par la ligne 10, à la station Église d'Auteuil, dans le sens Paris/banlieue.

## Origine du nom

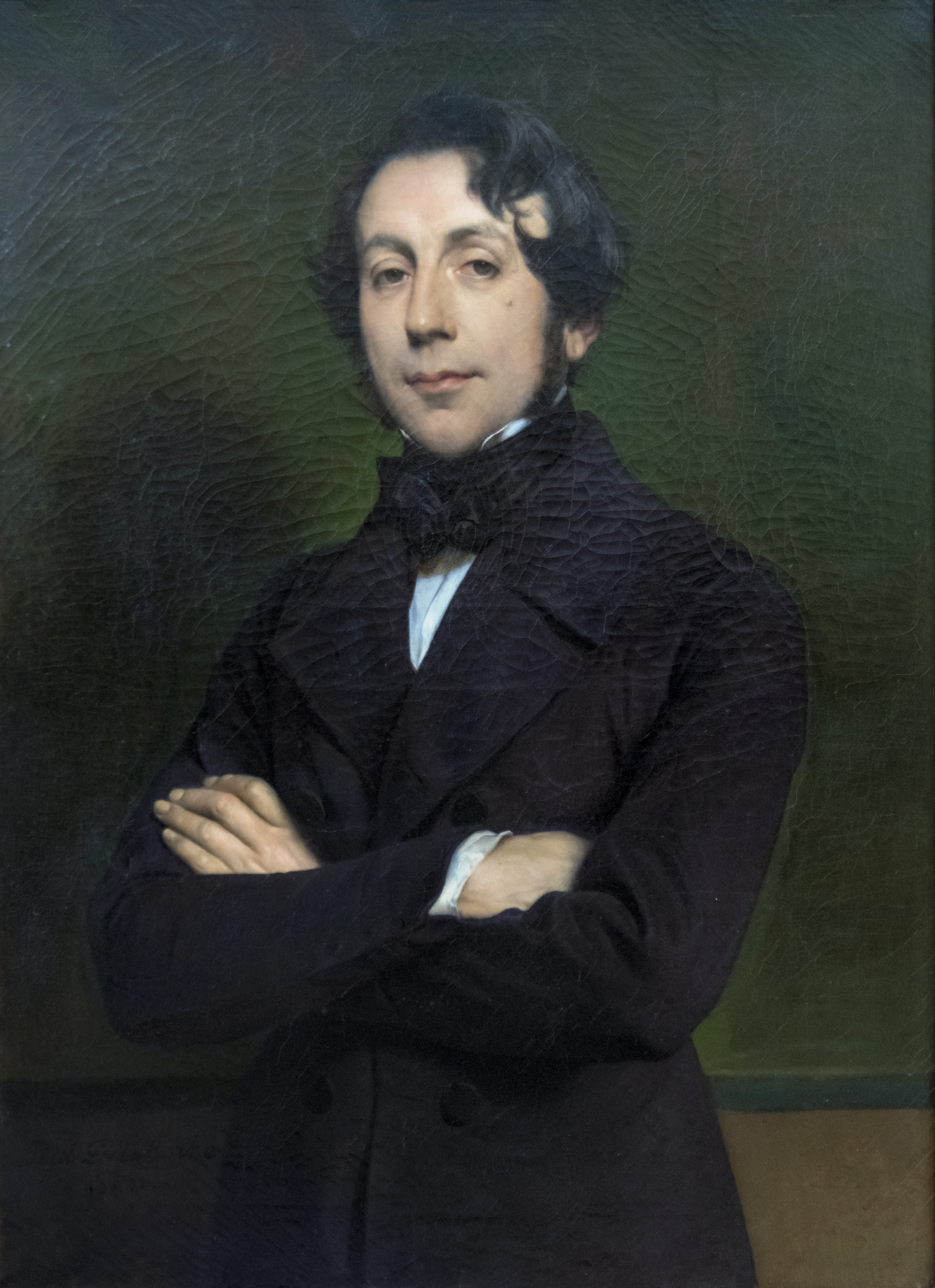
L’homme politique Charles de Rémusat.

Elle porte le nom du comte Charles de Rémusat (1797-1875), homme politique et littéraire français.

## Historique
Cette voie de l'ancienne commune d'Auteuil a été détachée en 1801 de l'ancienne Grande-Rue pour prendre le nom de « rue Molière ».
Rebaptisée ensuite « rue d'Auteuil », elle est classée dans la voirie parisienne en vertu d'un décret du 23 mai 1863 et prend sa dénomination actuelle par un décret du 10 novembre 1877.
Un arrêté préfectoral du 16 juillet 1859 a fixé sa largeur à 12 mètres ; depuis 1878, la voie a été élargie du côté des numéros impairs.

## Bâtiments remarquables et lieux de mémoire

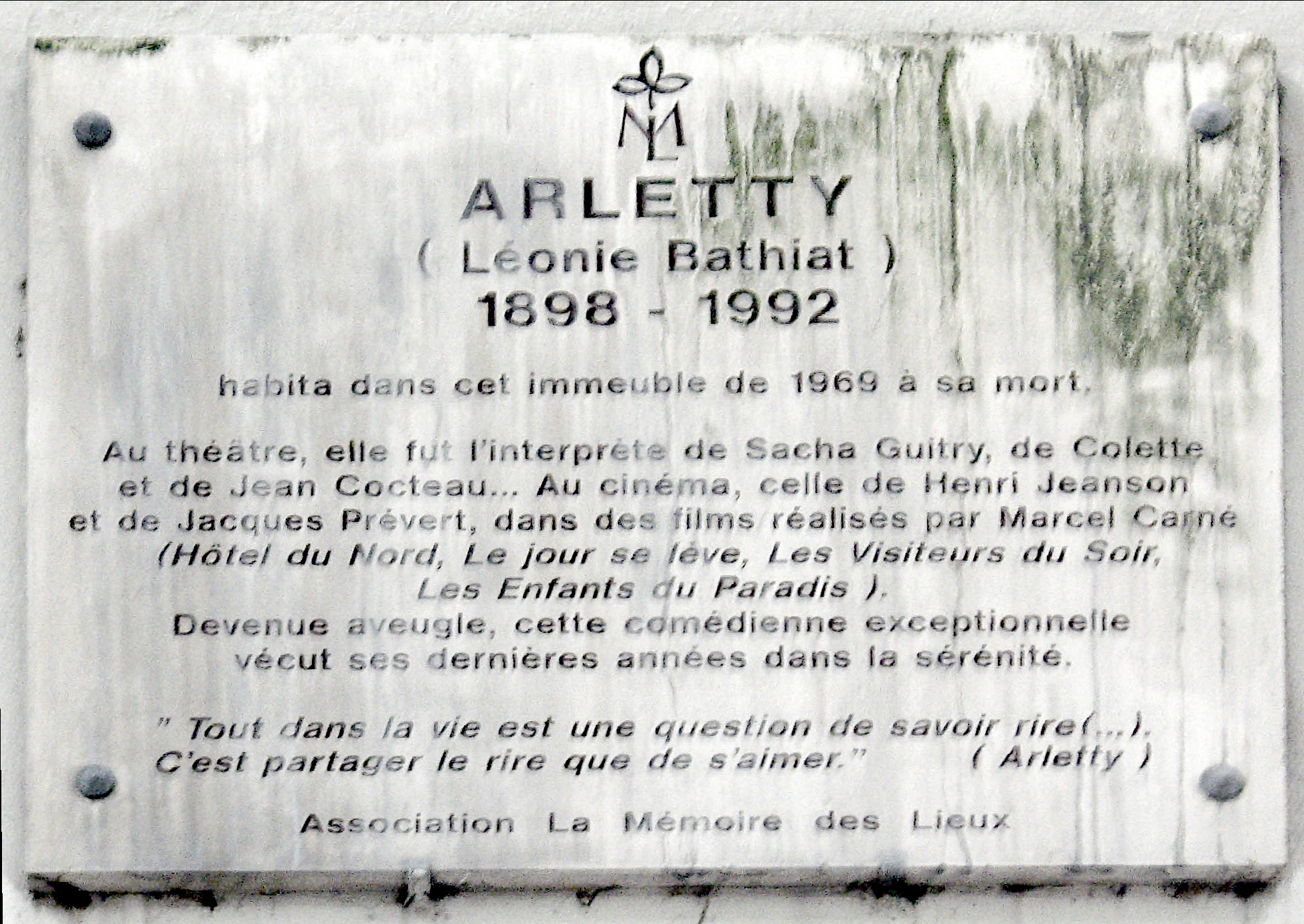
Plaque au no 14 de la rue.

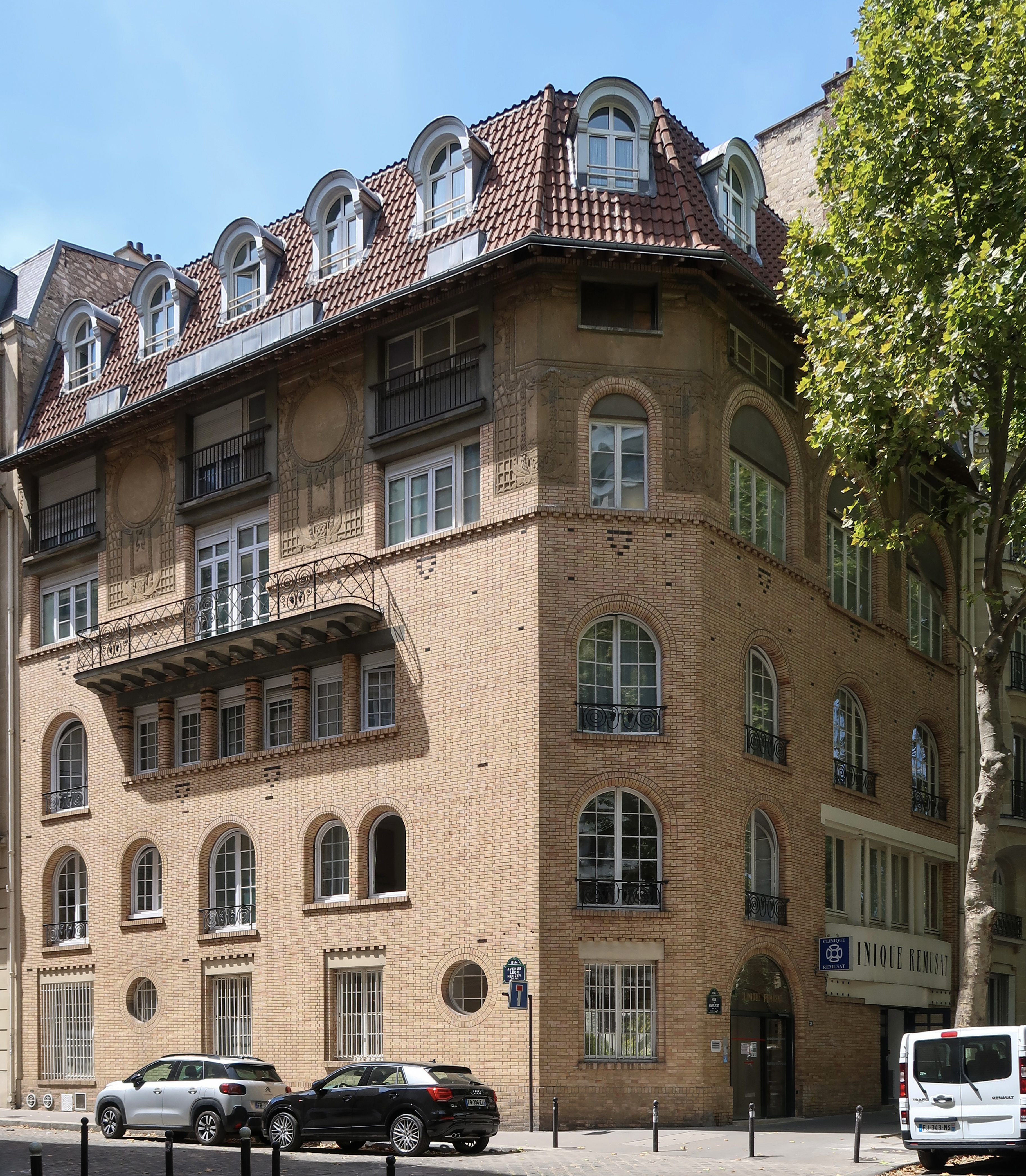
Le no 21.

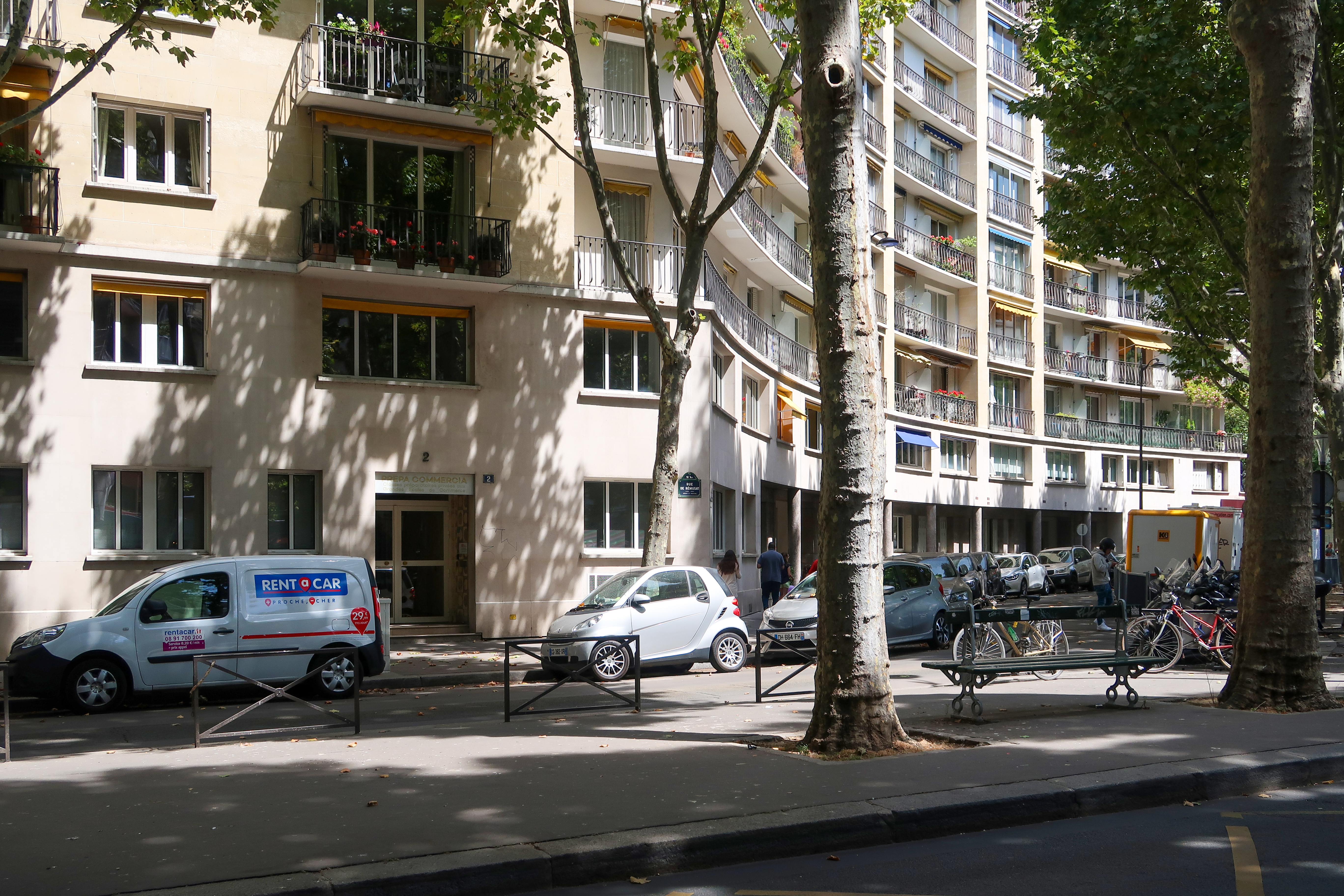
Au croisement avec la place de Barcelone.

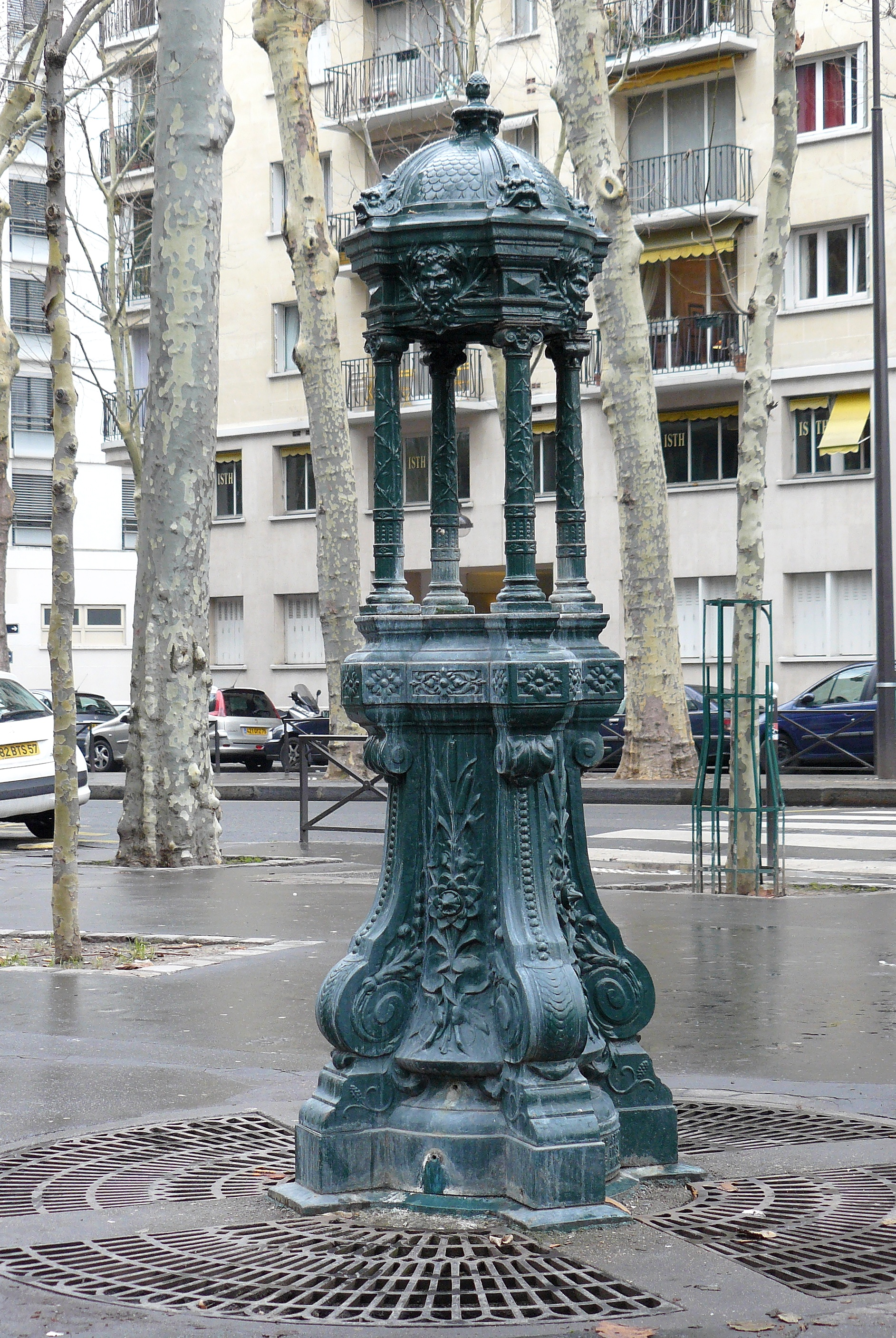
La fontaine Wallace.

- La rue est dans le prolongement et l'axe exact du pont Mirabeau.
- Nos 1-7 : immeuble construit par les architectes Jacques Carlu et Henri Mathé en 1963.
- No 2 : ISTH puis prépa COMMERCIA - prépa HEC.
- Elle est bordée dans son extrémité ouest par la place Paul-Beauregard, qui ne comprend, elle, aucun habitant référencé.
- No 14[2] :
- Arletty y a vécu de 1969 à sa mort en 1992 (une plaque lui rend hommage). Elle avait l'habitude de déjeuner dans un restaurant de la place de Barcelone, aujourd'hui disparu, Le hameau d'Auteuil[3].
  - Barbara y a logé de 1961 à 1968[4], date à laquelle elle quitte l'immeuble à la suite du décès de sa mère - ce qui lui inspira quelques années plus tard, en 1972, une chanson, Rémusat, dans laquelle elle évoque ce double départ[5]. Dans son appartement du septième étage, elle écrit certains de ses plus grands succès : Le mal de vivre, Attendez que ma joie revienne ou encore À mourir pour mourir[6]. Georges Moustaki, qui venait souvent lui rendre visite, y a écrit la chanson La Dame brune, pour son album Ma plus belle histoire d'amour.
- No 21, au croisement avec l'avenue Léon-Heuzey : hôtel particulier de style italianisant construit par Robert Danis en 1913 ; actuellement : clinique Rémusat.
- No 31 : immeuble de huit niveaux (27 mètres), construit par l'architecte malouin Henry Auffret en 1958, donnant sur le 55-57, avenue Théophile-Gautier.
- Au croisement avec la place de Barcelone, la rue accueille l'un des rares modèles subsistant de fontaine Wallace à colonnettes.